# 陣馬の滝
陣馬の滝（じんばのたき）は、静岡県富士宮市にある滝。

## 概要
五斗目木川にかかる滝で、上流からの水の流れと、溶岩層のすき間から湧き出す水が滝をなしている。「陣馬の滝」という名は源頼朝が行った富士の巻狩りの際、滝の近くに陣を敷いたことから名づけられた。毎年8月には「陣馬の滝まつり」が開かれる。

## 太鼓石

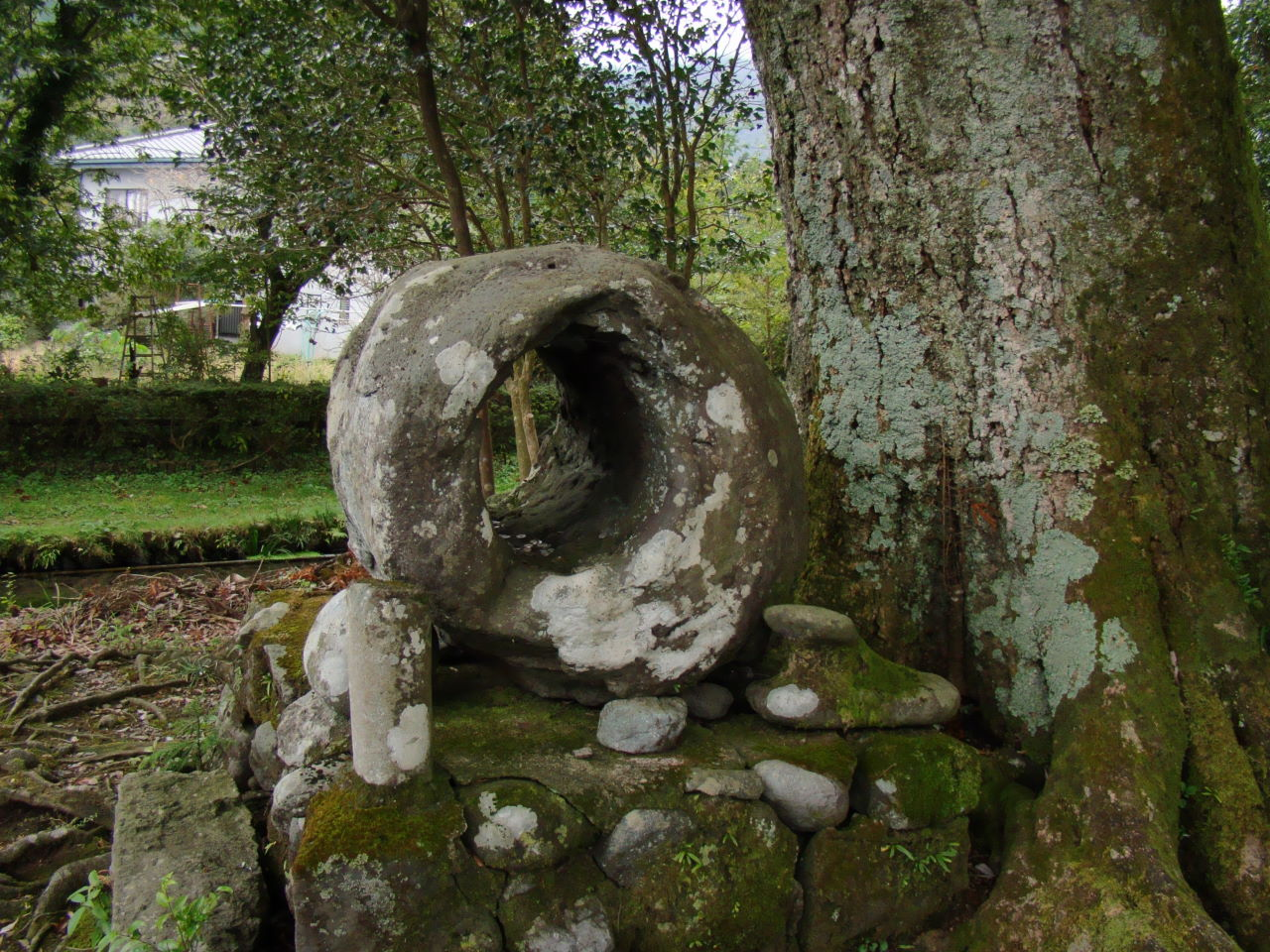
太鼓石

頼朝一行が滝の近くに陣を敷いた夜、滝壷から「ドンドン」と太鼓を打つような音がした。それを不思議に思った頼朝は、次の日に家来に滝壷を探らせた。すると滝壷から、中が空洞になった太鼓の胴のような石が出てきた。その後、その石は「太鼓石」と名付けられ今に伝えられている。

## アクセス・駐車場
- 東名高速道路富士IC→西富士道路→国道139号→静岡県道414号富士富士宮線
- 駐車場　あり（20台・無料）